# АЭС Онагава
АЭС Онагава (яп. 女川原子力発電所 Онагава гэнсирёку хацудэнсё , Onagawa NPP) — атомная электростанция в Онагаве (в уезде Осика) и городе Исиномаки Префектуры Мияги (Япония). Эксплуатируется Энергетической компанией Тохоку. Расположена в 70 км на северо-восток от города Сэндай на берегу Тихого океана. Занимает площадь в 1,73 км².
Реакторы сконструированы компанией Toshiba. Энергоблок Онагава-3 был самым современным японским энергоблоком, послужившим прообразом для АЭС Хигасидори. Также является наиболее быстро сооружённой атомной электростанцией в мире.

## Информация о энергоблоках
| Энергоблок | Тип реакторов | Мощность | Мощность | Начало строительства | Подключение к сети | Ввод в эксплуатацию | Закрытие   |
| Энергоблок | Тип реакторов | Чистый   | Брутто   | Начало строительства | Подключение к сети | Ввод в эксплуатацию | Закрытие   |
| ---------- | ------------- | -------- | -------- | -------------------- | ------------------ | ------------------- | ---------- |
| Онагава-1  | BWR           | 498 МВт  | 524 МВт  | 08.07.1980           | 18.11.1983         | 01.04.1984          | 21.12.2018 |
| Онагава-2  | BWR           | 796 МВт  | 825 МВт  | 12.04.1991           | 23.12.1994         | 28.07.1995          |            |
| Онагава-3  | BWR           | 796 МВт  | 825 МВт  | 23.01.1998           | 30.05.2001         | 30.01.2002          |            |

## Утечка радиоактивной воды
Об утечке радиоактивной воды на обслуживаемой компанией TEPCO атомной электростанции в городе Онагава сообщила 8 апреля 2011 года BBC. Согласно сообщению, вода просочилась из бассейнов с отработанным топливом, расположенных на первом и втором реакторах. Причиной утечки стало землетрясение магнитудой 7.4, произошедшее 7 апреля 2011 года.